# Granica Królestwa Kongresowego z Królestwem Prus
Granica Królestwa Kongresowego z Królestwem Prus – granica międzypaństwowa pomiędzy Królestwem Polskim (od 1832 w składzie Imperium Rosyjskiego), a Królestwem Prus (od 1871 w składzie Cesarstwa Niemieckiego) w latach 1815–1918. Granica powstała na mocy ustaleń kongresu wiedeńskiego (1815 rok).

## Przebieg
Granica zaczynała się na trójstyku granic Królestwa Prus, Cesarstwa Rosji i Królestwa Polskiego na Niemnie (okolice Schmalleningken, lit. Smalininkai, pol. Smolniki), następnie biegła w kierunku południowym częściowo nurtem rzek Szeszupa i Lepona, i dochodziła do jeziora Wisztynieckiego, gdzie przybierała kierunek południowo-zachodni, pozostawiając po stronie pruskiej Żytkiejmy, dochodząc do jeziora Rospuda, gdzie przybierała kierunek południowy, następnie rzeką Rospuda do Bakałarzewa, biegła dalej do jeziora Rajgrodzkiego. Następnie biegła w kierunku zachodnim na północ od Grajewa, Szczuczyna, Kolna, Myszyńca, Chorzeli, dochodząc pod Nidzicę, która pozostawała po stronie pruskiej, podobnie jak Działdowo, Lidzbark i Brodnica. Następnie biegła rzeką Drwęcą do miejscowości Lubicz, okrążała Toruń od wschodu, przekraczała Wisłę, biegła rzeczką Tążyna (pozostawiając po stronie polskiej Aleksandrów) w kierunku południowym przecinając jezioro Gopło, następnie na północ od Skulska, Wilczyna, na zachód od Słupcy i dochodziła do Warty w okolicach Pyzdr. Następnie biegła nurtem rzeki Prosna na południe (pozostawiając Kalisz po stronie polskiej) do Bolesławca, gdzie zmieniała bieg na południowo-wschodni, za Praszką opuszczała Prosnę dochodząc do rzeki Liczwarta (Liswarta) na zachód od Krzepic. Pozostawiała po stronie pruskiej Herby, Boronów, Woźniki i dochodziła do rzeki Brynica, i jej nurtem do okolic Mysłowic, gdzie stykały się granice Królestwa Polskiego, Wolnego Miasta Krakowa (od 1846 Cesarstwa Austriackiego) i Prus w punkcie zwanym trójkątem trzech cesarzy.
Granica przestała istnieć w formalnym przebiegu po wybuchu I wojny światowej i utworzeniu frontu wschodniego w sierpniu 1914 roku. Formalnie istniała do 1920 (traktat wersalski).